# Lenah Serem
Lenah Serem (ur. 1964) – kenijska lekkoatletka, skoczkini wzwyż.
W 1986 zwyciężyła w mistrzostwach Afryki Wschodniej i Centralnej.
Co najmniej siedmiokrotnie zdobywała mistrzostwo Kenii (1982, 1987–1992).

## Rekordy życiowe
- Skok wzwyż – 1,71 (1991)[1] były[4] rekord Kenii[5][6]